# Giddens
Giddens既是一个名字也是姓氏。姓名中包含Giddens的人有：
- 安東尼·紀登斯（生于1938年），英国社会学家
- 乔治·吉登斯 (消歧义)（英语：George Giddens (disambiguation)），多个人
- James Giddens，参与解开MF Global（英语：MF Global）事务的受托人之一
- J·R·吉登斯（1985年出生），美国篮球运动员
- 九把刀（1978年出生），台湾作家
- 里安农·吉登斯（英语：Rhiannon Giddens）（1977年-），美国音乐家